# Герпетологічний заказник
Герпетологі́чний заќазник — загальнозоологічний заказник місцевого значення в Україні. Розташований на території Василівського району Запорізької області, біля села Широке. 
Площа — 23 га, статус отриманий у 1990 році. Перебуває у віданні: Широківська сільська рада. 

## Галерея

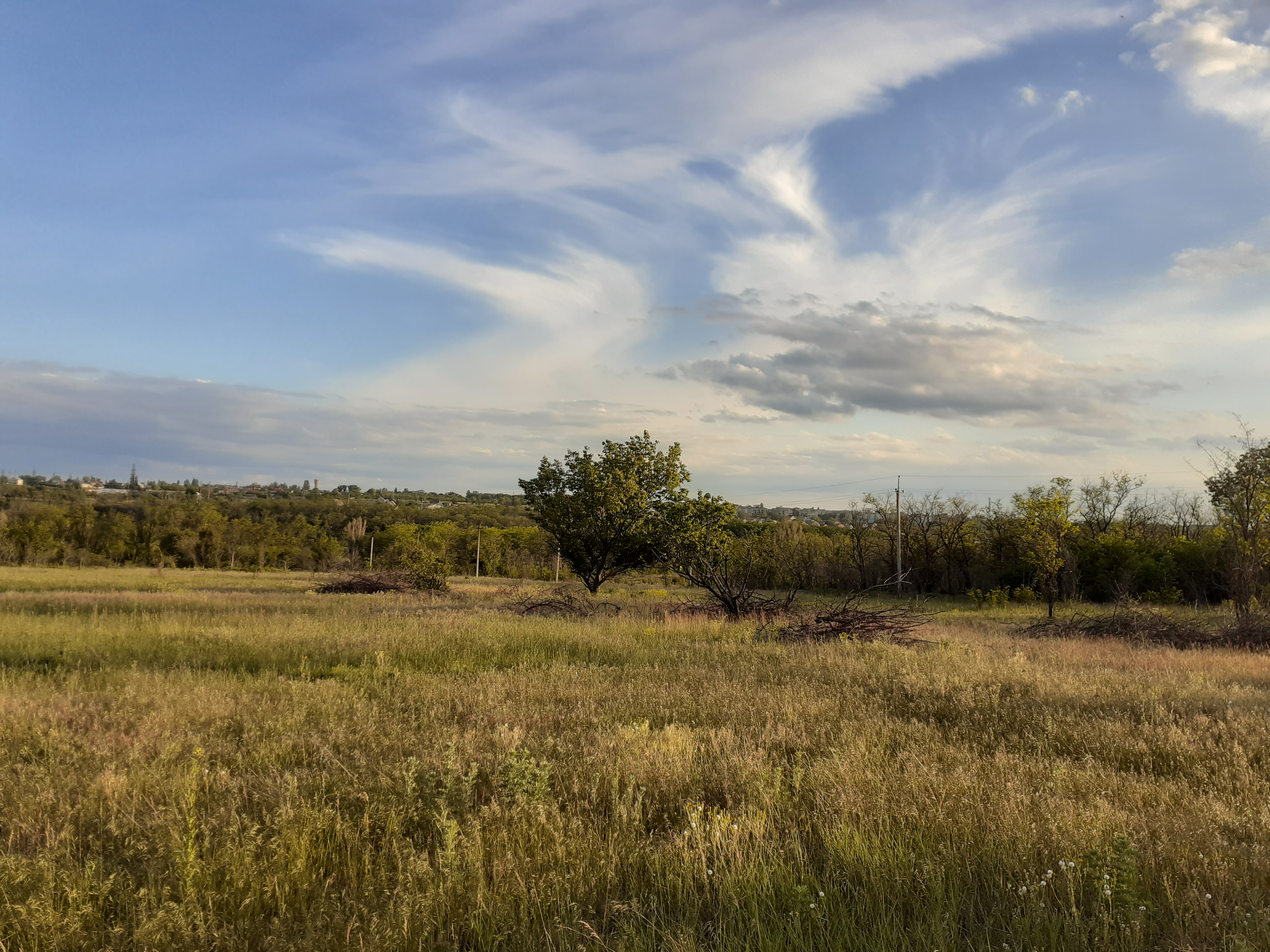
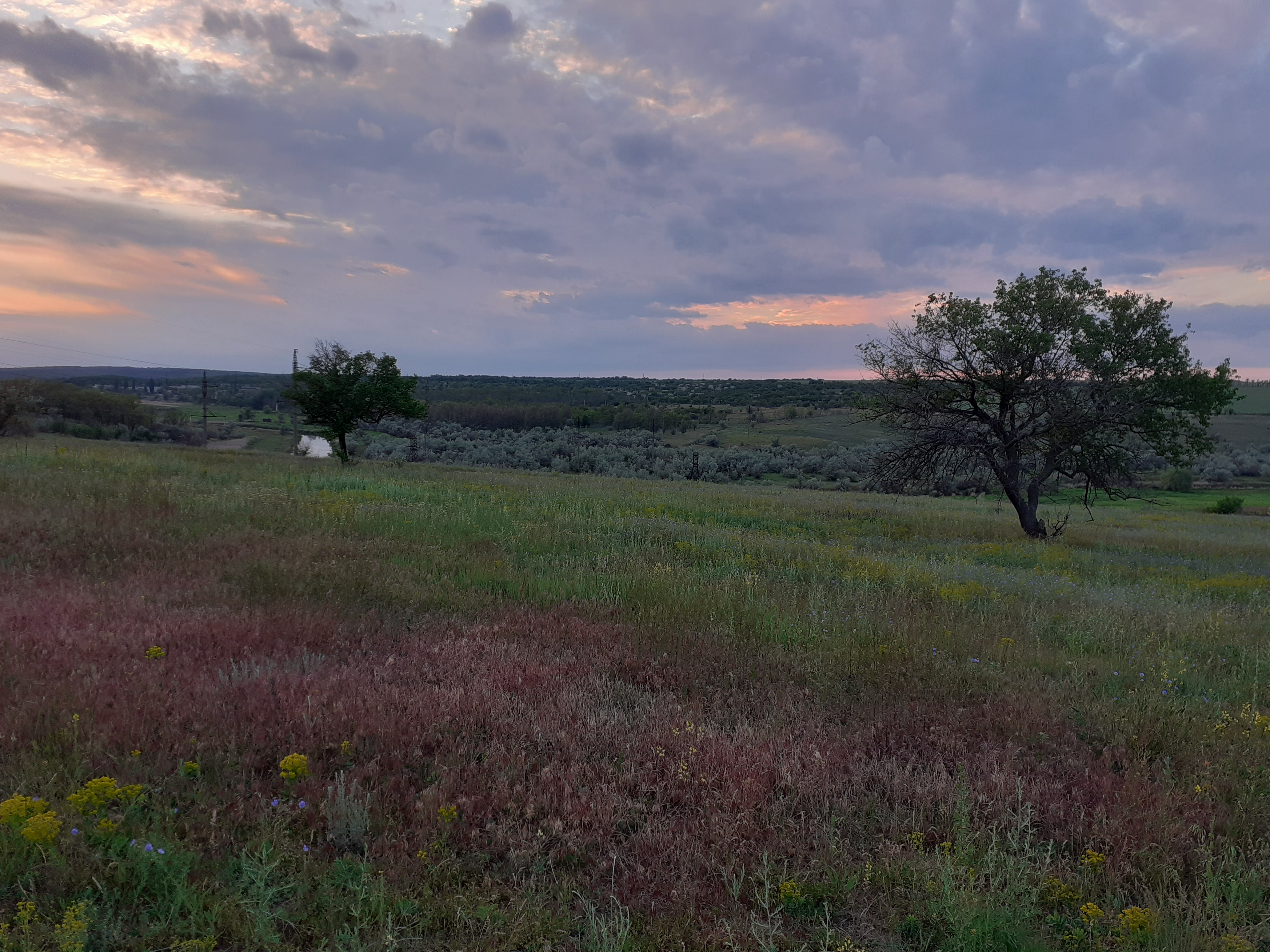
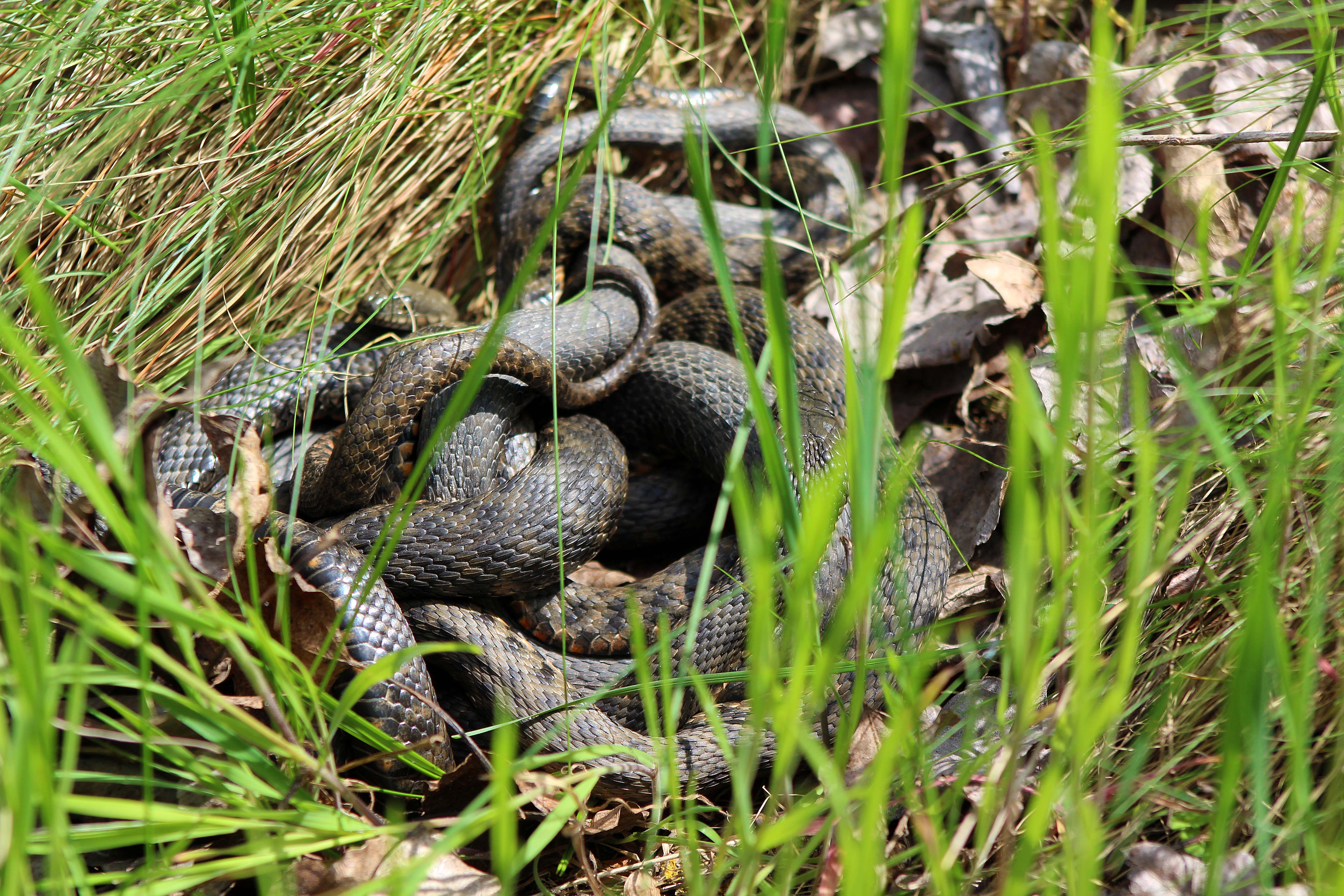
Змії у заказнику
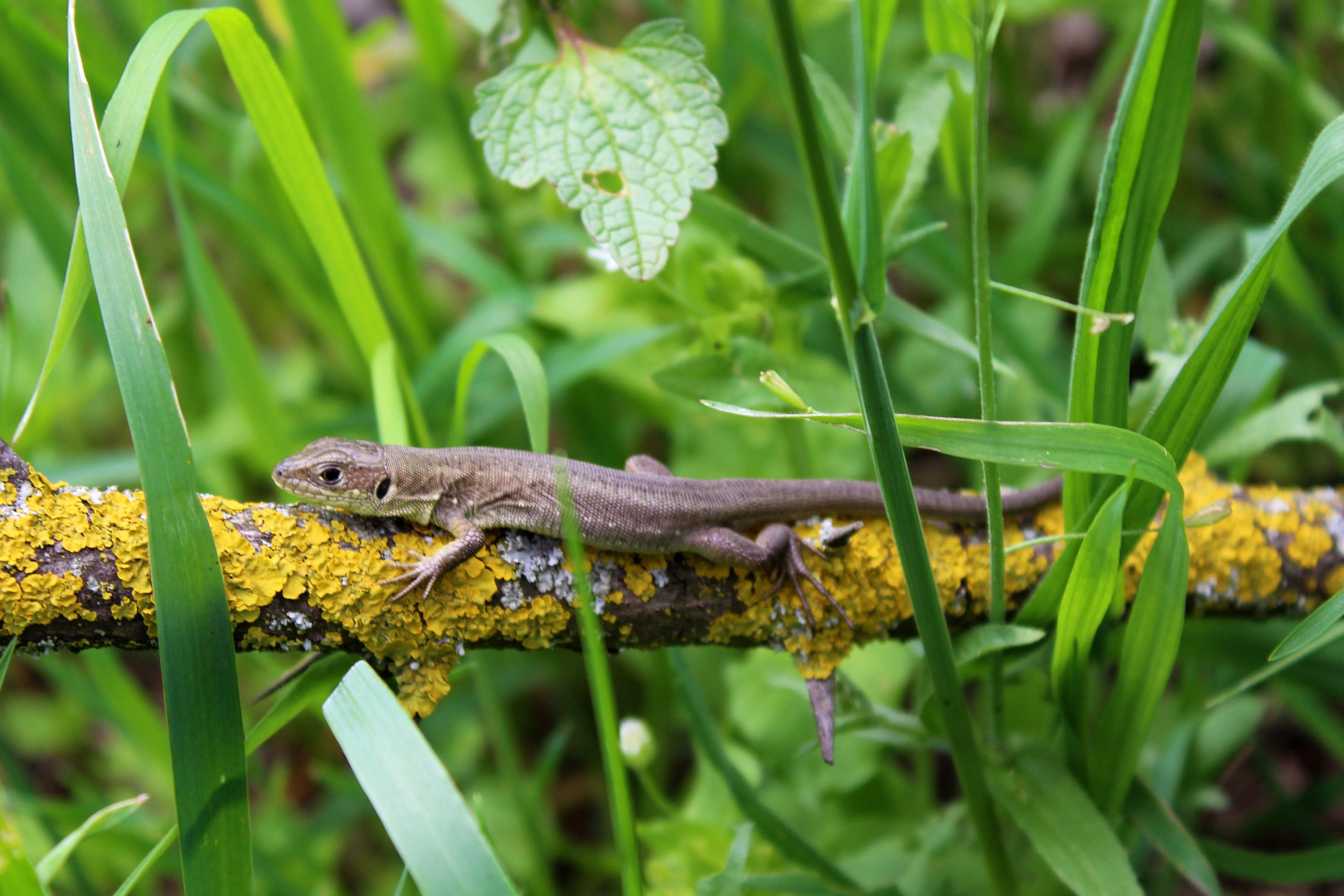
Ящірка прудка у заказнику